# Liste d'élections en 1858
Chronologie des élections
- 1854
- 1855
- 1856
- 1857
- 1858
- 1859
- 1860
- 1861
- 1862

Cet article recense les élections organisées durant l'année 1858.

- 22 mai - 19 août : conférence de Paris pour la constitution de la Roumanie (1858-1878). Napoléon III convoque à Paris une conférence des représentants de sept puissances (France, Royaume-Uni, Autriche, Prusse, Russie, Sardaigne et Turquie) qui aboutit à la Convention du 7 août 1858 (19 août dans le calendrier grégorien) du calendrier julien) octroyant un nouveau statut aux principautés : elles forment les « Principautés unies de Moldavie et de Valachie », chacune avec un prince autochtone, un gouvernement et une assemblée élue au suffrage censitaire, mais avec une cour de justice commune ; les privilèges des boyards sont abolis et un nouveau statut des paysans doit être élaboré. La Porte conserve sa suzeraineté et doit approuver l’élection du prince[1].

## Élections nationales en 1858
| Date                            | État       | Élection ou référendum                    | Contexte | Résultat |
| ------------------------------- | ---------- | ----------------------------------------- | -------- | --- |
| 1858                            | Pérou      | Présidentielle (es)                       |          | Cette section est vide, insuffisamment détaillée ou incomplète. Votre aide est la bienvenue ! Comment faire ? |
| 1858                            | Équateur   | Vice-présidentielle (es)                  |          | Cette section est vide, insuffisamment détaillée ou incomplète. Votre aide est la bienvenue ! Comment faire ? |
| 25 janvier                      | Salvador   | Présidentielle (en)                       |          | Cette section est vide, insuffisamment détaillée ou incomplète. Votre aide est la bienvenue ! Comment faire ? |
| 9 juillet                       | Venezuela  | Présidentielle (es)                       |          | Cette section est vide, insuffisamment détaillée ou incomplète. Votre aide est la bienvenue ! Comment faire ? |
| 31 octobre                      | Espagne    | Générales                                 |          | Cette section est vide, insuffisamment détaillée ou incomplète. Votre aide est la bienvenue ! Comment faire ? |
| 2 mai                           | Portugal   | Législatives (en)                         |          | Cette section est vide, insuffisamment détaillée ou incomplète. Votre aide est la bienvenue ! Comment faire ? |
| 7 juin 1858 - 1er décembre 1859 | États-Unis | Législatives (chambre (en) et sénat (en)) |          | Voir l'article Liste d'élections en 1859.                                                                     |
| 14 juin                         | Danemark   | Législatives (en)                         |          | Cette section est vide, insuffisamment détaillée ou incomplète. Votre aide est la bienvenue ! Comment faire ? |

## Élections en subdivisions nationales en 1858
Cette section concerne les élections législatives dans un État fédéré, une subdivision territoriale ou une colonie d'un État souverain, ainsi que leurs principaux référendums.
| Date                           | Subdivision      | État               | Élection ou référendum | Contexte | Résultat                                  |
| ------------------------------ | ---------------- | ------------------ | ---------------------- | -------- | ----------------------------------------- |
| 8 septembre 1858 - 2 mars 1859 | Le Cap (colonie) | Empire britannique | Législatives (en)      |          | Voir l'article Liste d'élections en 1859. |